# Conostegia pyxidata
Conostegia pyxidata är en tvåhjärtbladig växtart som beskrevs av George Richardson Proctor. Conostegia pyxidata ingår i släktet Conostegia och familjen Melastomataceae. IUCN kategoriserar arten globalt som starkt hotad.
Artens utbredningsområde är Jamaica. Inga underarter finns listade i Catalogue of Life.